# Buslijn 195 (Amsterdam-Schiphol)
Buslijn 195 is een buslijn van Connexxion die Station Amsterdam Lelylaan met Schiphol verbindt. Lijn 195 is de vijfde lijn in de regio die dit nummer draagt en is onderdeel van Schipholnet.

## Geschiedenis

### Lijn 195 I

#### Lijn 45
Op 26 mei 1974 stelde de toenmalige streekvervoerder Centraal Nederland (ontstaan uit een fusie van Maarse & Kroon en NBM) een snelbuslijn 45 in tussen Schiphol Centrum naar Haarlem via de rijksweg. De lijn reed een uurdienst en had in Haarlem slechts een tussengelegen halte; Burgemeester Reinaldapark. Vanaf 18 oktober 1976 werd alleen nog tijdens de spitsuren gereden.

#### Lijn 95
Op 16 oktober 1977 werd lijn 45 tot 95 vernummerd; het vrijgekomen nummer 45 ging naar de lijn van Amsterdam naar Hillegom. Lijn 95 stopte in Haarlem bij Schipholweg / Prins Bernardlaan.

#### Lijn 195
In 1980 begon CN systematisch de lijnnummers te verhogen om doublures binnen Amsterdam te voorkomen. Lijn 95 werd op 31 mei 1981 tot 195 vernummerd en kreeg in Haarlem een nieuwe halte bij de Val Looystraat. Vanaf 1 juni 1986 reed lijn 195 's ochtends alleen van Haarlem naar Schiphol en 's middags in de tegenovergestelde richting. Lijn 195 kwam op 27 mei 1990 te vervallen en werd vervangen door spitslijn 236 van NZH (Bij Connexxion tot 177 vernummerd en in 2014 opgeheven).

### Lijn 195 II
Op 2 juni 1991 stelde CN een nieuwe lijn 195 in tussen Station Amsterdam Sloterdijk, Schiphol en Bloemenveiling Aalsmeer; dit was een afsplitsing van lijn 194 van Nieuwkoop naar Sloterdijk. De lijn reed 's ochtends twee keer in de spitsrichting en 's middags vier keer in de tegenovergestelde richting. Wegens gebrek aan passagiers werd lijn 195 op 31 mei 1992 alweer opgeheven.

### Lijn 195 III
Op 29 mei 1994 werd ook CN opgeheven en verdeeld (feitelijk teruggesplitst) tussen NZH en Midnet; de lijnen in het westelijk vervoergebied waren voortaan NZH-lijnen. Op 24 mei 1998 werd de derde lijn 195 ingesteld van Schiphol Centrum naar Hoofddorp Corverbos. De lijn reed in de spitsuren een kwartierdienst, en daarbuiten (tot 20:00 uur) een halfuurdienst. In 1999 fuseerden NZH en Midnet met de omringende streekvervoerders tot Connexxion; lijn 195 werd vanaf 26 maart 2000 in het Schiphol Sternet opgenomen en doorgetrokken naar Schiphol Oost. Ook ging de lijn in de weekeinden een uurdienst rijden tot Schiphol Noord. Lijn 195 werd op 13 januari 2002 opgeheven en vervangen door een nieuwe lijn 196.

### Lijn 195 IV

#### Lijn 164
Ingaande de winterdienst 2004 (14 december 2003) stelde het GVB lijn 164 in van Amsterdam Slotervaart naar Schiphol Plaza; dit ter gedeeltelijke vervanging van Connexxionlijn 197. In 2004 werd de lijn als versterking van lijn 64 doorgetrokken naar station Sloterdijk.

#### Lijn 195
Op 28 mei 2006 werd lijn 164 onderdeel van Schiphol Sternet en tot 195 vernummerd; lijn 195 werd enerzijds ingekort tot station Lelylaan en anderzijds doorgetrokken naar Schiphol Zuid P30. Ingaande de winterdienst 2009 werd de route in Slotervaart verlegd en versterkingslijn 95 in het leven geroepen op het traject station Lelylaan-Louwesweg. Op 11 december 2011 trok GVB zich terug uit het Sternet en ging lijn 195 over naar Connexxion dat opnieuw de concessie Amstelland-Meerlanden had gewonnen. De lijn reed niet meer 's avonds en in de weekeinden. Vanwege het geringe aantal passagiers ging lijn 195 vanaf 15 december 2013 in de spits een halfuurdienst rijden, en daarbuiten een uurdienst. Lijn 195 werd op 13 december 2015 opgeheven.

### Lijn 195 V en N95

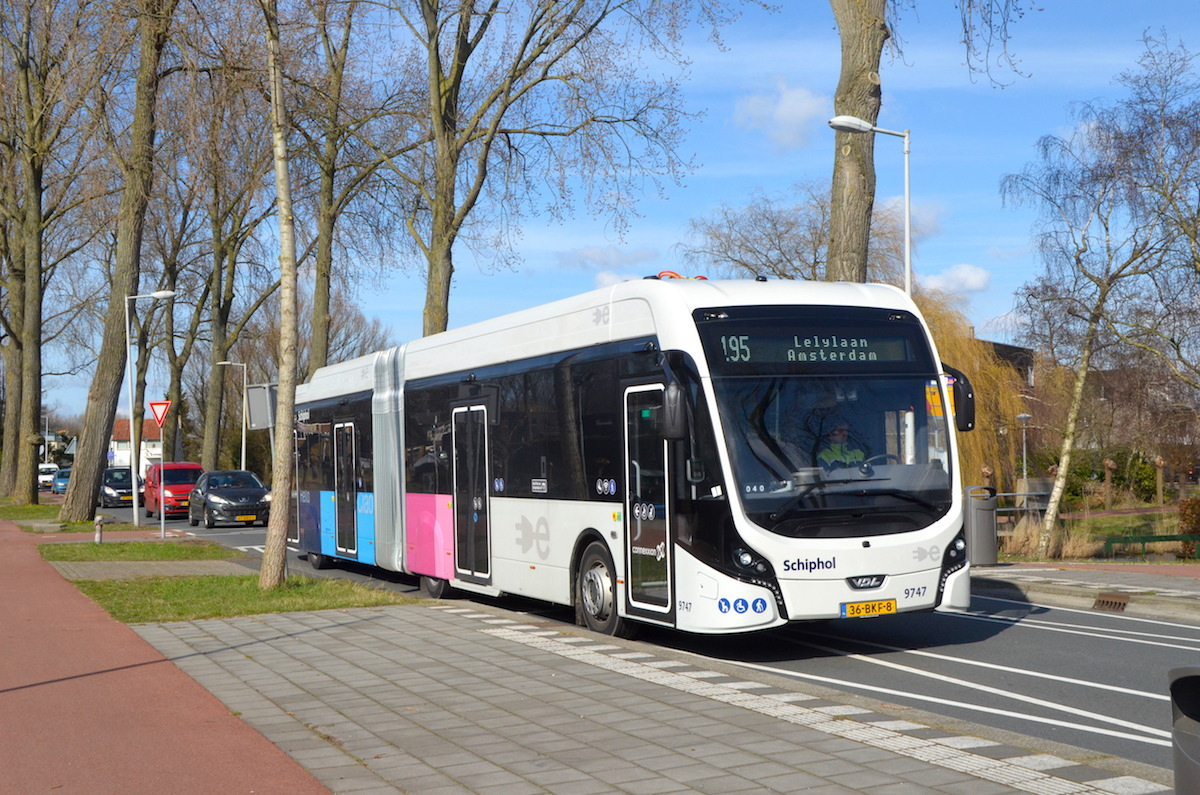
Elektrische Citea op lijn 195

Op 10 december 2017 werd een nieuwe lijn 195 en nachtlijn N95 ingesteld van station Lelylaan via Slotervaart, Nieuw Sloten, Sloten, Badhoevedorp naar Schiphol. Deze verving in Amsterdam en Badhoevedorp lijn 145 die echter bleef voortbestaan als scholierenlijn op het traject Badhoevedorp-Hoofddorp.
Op 25 augustus 2019 werd lijn 195 richting Amsterdam doorgetrokken naar Schiphol P30. In de andere richting eindigde deze lijn op knooppunt Schiphol-Noord. Hierdoor werd alleen richting Amsterdam via Schiphol Plaza gereden. Ook werd lijn N95 in Amsterdam ingekort tot halte Langsom in Sloten vanwege een te geringe bezetting, hierdoor verloor Lelylaan een directe nachtbus naar Schiphol en kwam deze nachtverbinding naar Nieuw Sloten te vervallen.
Op 3 januari 2021 werd lijn N95 opgeheven vanwege een te geringe bezetting.